# Georges Paillard
Georges Auguste Joseph Paillard (Sainte-Gemmes-d'Andigné, 12 de febrero de 1904-Angers, 22 de abril de 1998) fue un deportista francés que compitió en ciclismo en las modalidades de pista y ruta.
Ganó tres medallas en el Campeonato Mundial de Ciclismo en Pista entre los años 1929 y 1932. Además, obtuvo cinco campeonatos de Francia en pista en la prueba de medio fondo en los años 1928, 1929, 1930, 1931, 1932 y 1934. En la disciplina de ruta obtuvo la victoria en el Critérium de As en 1937.

## Medallero internacional
| Campeonato Mundial | Campeonato Mundial | Campeonato Mundial | Campeonato Mundial |
| Año                | Lugar              | Medalla            | Competición        |
| ------------------ | ------------------ | ------------------ | ------------------ |
| 1929               | Zúrich (Suiza)     | Medalla de oro     | Medio fondo (P)    |
| 1930               | Bruselas (Bélgica) | Medalla de plata   | Medio fondo (P)    |
| 1932               | Roma (Italia)      | Medalla de oro     | Medio fondo (P)    |